# San Roque (Antioquia)
San Roque es un municipio colombiano ubicado en la región Nordeste del departamento de Antioquia. Limita por el norte con el municipio de Yolombó, por el este con los municipios de Maceo y Caracolí, por el sur con los municipios de San Carlos, San Rafael y Alejandría y por el oeste con el municipio de Santo Domingo.

## Historia
El municipio de San Roque fue fundado por el capitán Francisco Martínez de Ospina el 8 de febrero de 1880. 
En 1882 San Roque alcanzó la categoría de fracción con Inspector de Policía, el cual tendría funciones de corregidor, por decreto del 23 de mayo del gobernador Pedro Justo Berrío.
Fue erigido como municipio en 1884, el 25 de enero, mediante decreto 62 firmado por Luciano Restrepo, presidente del Estado Soberano de Antioquia y por Nicolás Fernando Villa, Secretario de Gobierno. 
En 1963 el territorio de Caracolí se segregó del municipio de San Roque. 
En 1911 llega el Ferrocarril de Antioquia hasta San Roque.
San Roque surgió como fonda y centro minero.
Actualmente los trapiches paneleros continúan siendo su histórica fuente de ingresos y uno de sus atractivos turísticos. Se pueden visitar y apreciar en ellos el proceso de elaboración de la panela, desde que se siembra la caña hasta que se empaca para su comercialización. Muchas quebradas y charcos posee el municipio..
A San Roque se le llama también La Tierra de la Cordialidad debido a la reconocida amabilidad de sus habitantes.

## Generalidades
- Fundación: El 8 de febrero de 1880
- Erección en municipio: 1884
- Fundadores: Gregorio Toro, Leandro Gómez, Raimundo Piedrahíta
- Apelativos: Tierra de la Cordialidad
- Recibió este nombre como invocación al Santo Roque, patrono de las pestes, dado que el clima del municipio era muy malsano.

## División Político-Administrativa
Además de su Cabecera municipal. San Roque tiene bajo su jurisdicción los siguientes corregimientos (de acuerdo a la Gerencia departamental):
- Cristales
- Providencia
- San José del Nus

## Demografía
Población Total: 21 519 hab. (2018)
- Población Urbana: 6 481
- Población Rural: 15 038

Alfabetismo: 84.1% (2005)
- Zona urbana: 89.5%
- Zona rural: 81.5%

### Etnografía
Según las cifras presentadas por el DANE del censo , la composición etnográfica del municipio es: 
- Mestizos & blancos (92,1%)
- Afrocolombianos (7,9%)

## Geografía
El municipio de San Roque se encuentra localizado en la cordillera central de los Andes, en el nordeste antioqueño, encercado geográficamente por los ríos Nus y Nare.
El municipio está dividido administrativamente en tres corregimientos y cincuenta y cinco veredas. El área urbana está dividida a su vez en ocho zonas (barrios, sectores).

## Economía
La economía de San Roque se basa en la extracción de oro, la ganadería, la explotación forestal y los cultivos de caña de azúcar y plátano. 
Las actividades que ocupan la mayor parte de la población son: la agricultura (producción de panela) y el comercio. La minería y la ganadería están en crisis y son practicadas por una parte reducida de la población. La piscicultura se revela como una nueva fuente de empleo; en 2005 el municipio contaba con más de quinientos estanques.
San Roque también produce energía eléctrica.

## Fiestas
- Semana Santa
- Festival Departamental de teatro en mayo
- Fiestas de San Isidro en junio
- Festival departamental de danza y reinado del folclore en junio
- Fiestas de la Virgen del Carmen en julio
- Fiestas en honor al patrono del municipio San Roque en agosto
- Celebración de la Navidad, diciembre
- Fiestas de la Cordialidad diciembre ; esta es la fiesta o celebración más conocida del municipio.

## Sitios de interés
- Embalse Jaguas, también conocido como San Lorenzo
- Planta La Rebusca, cascadas y generación de hidroelectricidad
- Río Guacas Abajo, baños y caminatas
- Baños Santa Rosita, piscinas naturales
- Alto del Salvador, mirador y monumento religioso
- Parque Ecológico, caminatas, abundante vegetación
- Charcos del río Nus.
- Iglesia principal, es una hermosa construcción de gran tamaño
- Encuentro de bandas

## Corregimientos
- Providencia
- Cristales
- San José del Nus

## Veredas
| - Barcino - Cabildo - Candelaria - Chorro Claro - Corocito - Efe Gómez - El Brasil - El Carmen - El Diamante - El Diluvio - El Iris - El Píramo - El Porvenir - El Táchira | - El Vesubio - Encarnaciones - Frailes - Guacas Abajo - Guacas Arriba - Jardín - La Bella - La Ceiba - La Chinca - La Floresta - La Florida - La Gómez - La Guzmana - La Inmaculada | - La Jota - La Linda - La María - La Mora - La Pureza - La Trinidad - Manizales - Marbella - Montemar - Mulatal - Nusito - Palmas - Patio Bonito - Peñas Azules | - Playa Rica - Quiebrahonda - San Antonio - San Javier - San Joaquín - San José del Nare - San Juan - San Matías - San Pablo - Santa Bárbara - Santa Isabel - Santa Teresa (A) - Santa Teresa (B) |